# Distretto di Otgon
Il distretto di Otgon è uno dei ventiquattro distretti (sum) in cui è suddivisa la provincia del Zavhan, in Mongolia. Conta una popolazione di 3.478 abitanti (censimento 2005). 